# Aphis silenephaga
Aphis silenephaga är en insektsart som beskrevs av Pashtshenko 1993. Aphis silenephaga ingår i släktet Aphis och familjen långrörsbladlöss. Inga underarter finns listade i Catalogue of Life.